# Buick Regal
El Buick Regal o Buick Regal Century es un coche de tamaño mediano, es decir, del segmento D, desarrollado por General Motors bajo su firma Buick desde el año 1973. Hubo etapas de producción en las que este modelo no estuvo presente bien en el continente norteamericano o bien en el asiático. El Regal se comercializó hasta el año 2004, cuando fue sustituido por el Buick LaCrosse, aunque se siguió produciendo en la República Popular China.
En el año 2011, Buick reintrodujo el Regal en el mercado de América del Norte, posicionado como un sedán deportivo de lujo, esta vez tomando como base un modelo fabricado por Opel.

## Primera generación (1973-1977)

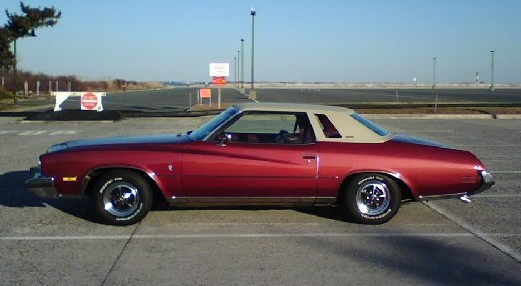
Primera generación.

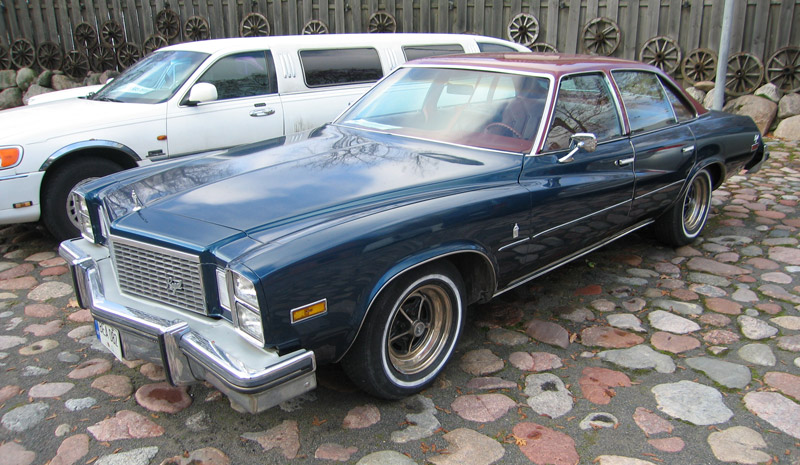
Buick Regal Sedán de 1976

Buick había sido la primera división de GM para introducir un coche de lujo personal en el mercado junto con el Riviera en el año 1973. Al mismo tiempo, Oldsmobile añadió un coupé de tres volúmenes formal a su línea intermedia: el Oldsmobile Cutlass Supreme en 1970. Las otras divisiones de GM querían un modelo que podría ser comercializado para competir contra el Cutlass Supreme, así que crearon modelos como el Pontiac Grand Prix y el Chevrolet Monte Carlo, Buick presentó el Regal de 1973, como un coupé de línea superior especial en medio de esa división.

## Segunda generación (1978-1987)
Un reducido Regal apareció en 1978 con el nuevo motor Buick V6 de 196 plgs3 (3,2 L) de serie y una nueva versión del venerable V6 de 231 plgs3 (3,8 L) como opción (que se convirtió en estándar en 1980). Inicialmente, una transmisión manual de 3 velocidades era estándar, pero esta vez fue sustituida por un sistema automático. Este modelo duró 9 años. El modelo básico estaba equipado con suspensión más suave de lujo, y no tuvo la oferta de una transmisión manual en los últimos años.

### Buick Grand National
En 1982, el Regal Grand National se estrenó, que fue nombrado para NASCAR. Buick había ganado la Copa de Fabricantes en 1981 y 1982, y quería sacar provecho de su éxito: "Quien gana el domingo, vende el lunes". Estos coches de 1982 no estaban pintados de negro, que puede confundir a quienes no están familiarizados con ellos.
En 1984, el Grand National regresó pintado en negro. El motor turbo de 3.8 litros se convirtió en normal y se perfeccionó con inyección secuencial de combustible, sin distribuidor de encendido controlado por computadora, y se jactó de 200 HP (149 kilovatios) a 4400 rpm y 300 lb-pie (407 N·m) de par a 2400 rpm. Solo 5204 Regals Turbo se produjeron ese año, de los cuales solo 2000 fueron Grand National. Tras la desaparición de la versión sobrealimentada por turbo, apareció la versión conocida como GNX, el cual calzaba un sistema de supercargador (icónico en la cultura americana) de características inusitadas. Las ventas se vieron estrepitosamente afectadas por la puesta a punto de este supercargador, pues al parecer la excesiva potencia hacia imposible el intercambio de CD, triturándolos y creando vibraciones en el maletero del GNX, donde se encontraba el supercargador. Al parecer, tenía un segundo defecto de fábrica y es que al pasar de cierta sobrecarga el sistema sufría una retroalimentación que causaba el aumento de las vibraciones y la pérdida total del control del coche. Los concesionarios Buick de los Estados Unidos de América aún a día de hoy presentan una bandera en memoria a los fallecidos.

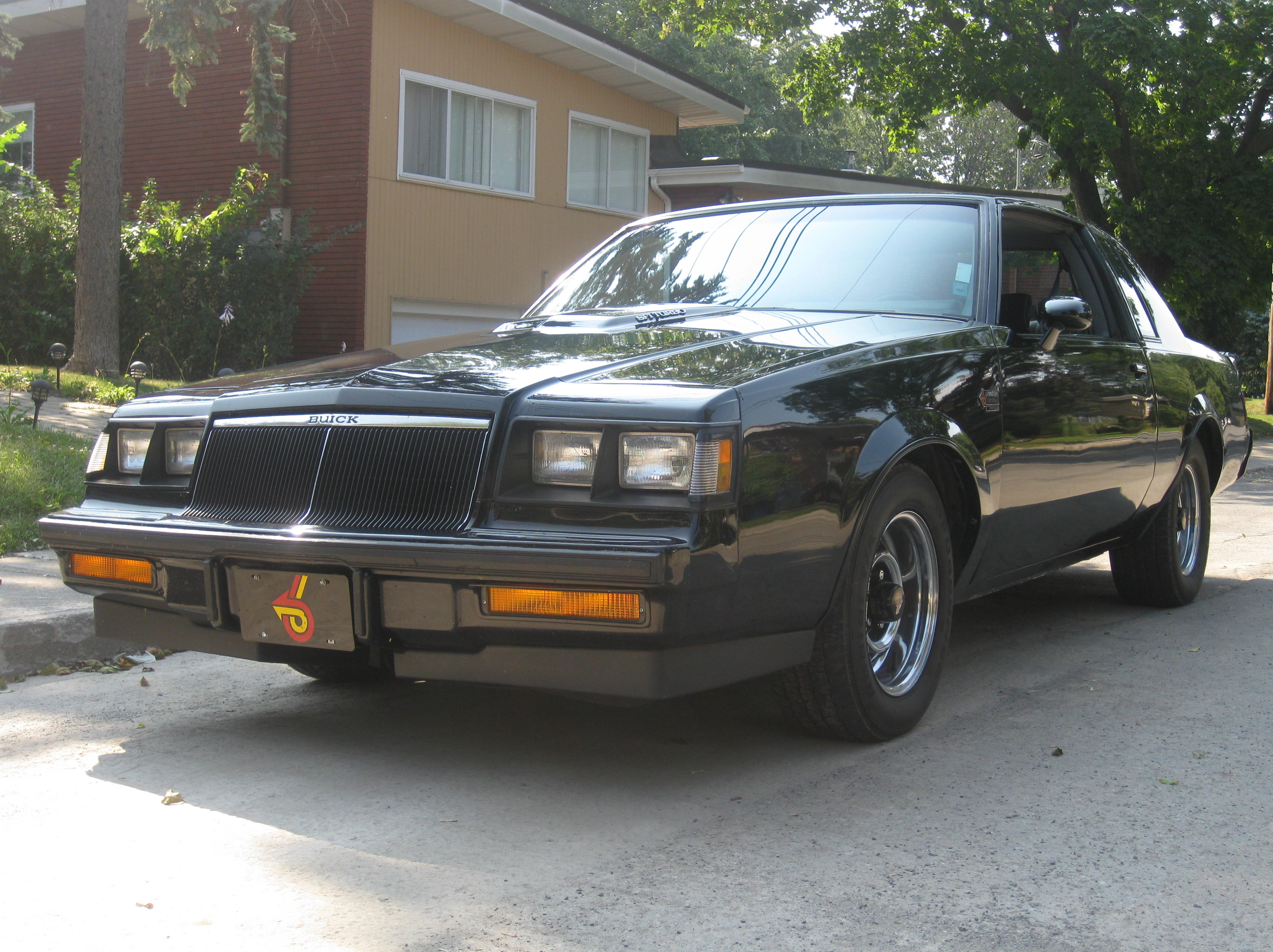
Buick Regal Grand National

En 1987, Buick introdujo el GNX ("Grand National Experimental"), con un costo de USD$ 29 000, desarrollado y fabricado en colaboración con McLaren Automotive; solo fueron construidos un total de 547 unidades, con un motor potenciado hasta 276 HP (206 kilovatios) a las 4400 rpm y 360 lb-pie (488 N·m) a las 3000 rpm de par máximo, aunque el rendimiento real era de 300 HP (224 kilovatios) y 420 lb-pie (570 N·m). Los cambios incluyeron un turbo Garrett T-3 de cerámica con un intercooler de mayor capacidad, escapes dobles de baja restricción, una transmisión Hydramatic 200-4R reprogramada con convertidor de par especial y una cubierta del diferencial "Panhard" que incluía modificaciones especiales. Los cambios exteriores incluían tomas de aire en la parrilla frontal, ruedas de 16 plg (40,6 centímetros) pintadas en color negro con neumáticos "VR-speed" y la supresión de logotipos en el capó y los parachoques. Los cambios interiores incluían una placa con el número de serie en el salpicadero y un panel de instrumentos mejorado con indicadores analógicos tipo Stewart-Warner, incluyendo indicador de la presión del turbo. En cuanto al desempeño, lograba alcanzar el 1/4 de milla (402 m) en 12,7 s a 182 km/h (113 millas por hora), mientras que la aceleración de 0 a 100 km/h (62 millas por hora) la lograba en un tiempo de 4,6 s.

## Tercera generación (1988-1996)
Un nuevo Regal apareció en 1988 en la plataforma de GM W. El Regal se ofrece como un auto de lujo limited y Gran Sport como líneas de corte. La opción de Gran Sport venía, a partir de 1991, con un motor de serie Buick V6 con 3,8 L de la Serie nominal 3800 de 170 HP (127 kilovatios), llantas de aluminio, revestimiento lateral de la carrocería, instrumentación completa, y una consola de palanca de cambios montada unida a una transmisión automática de 4 velocidades.

## Cuarta generación (1997-2004)

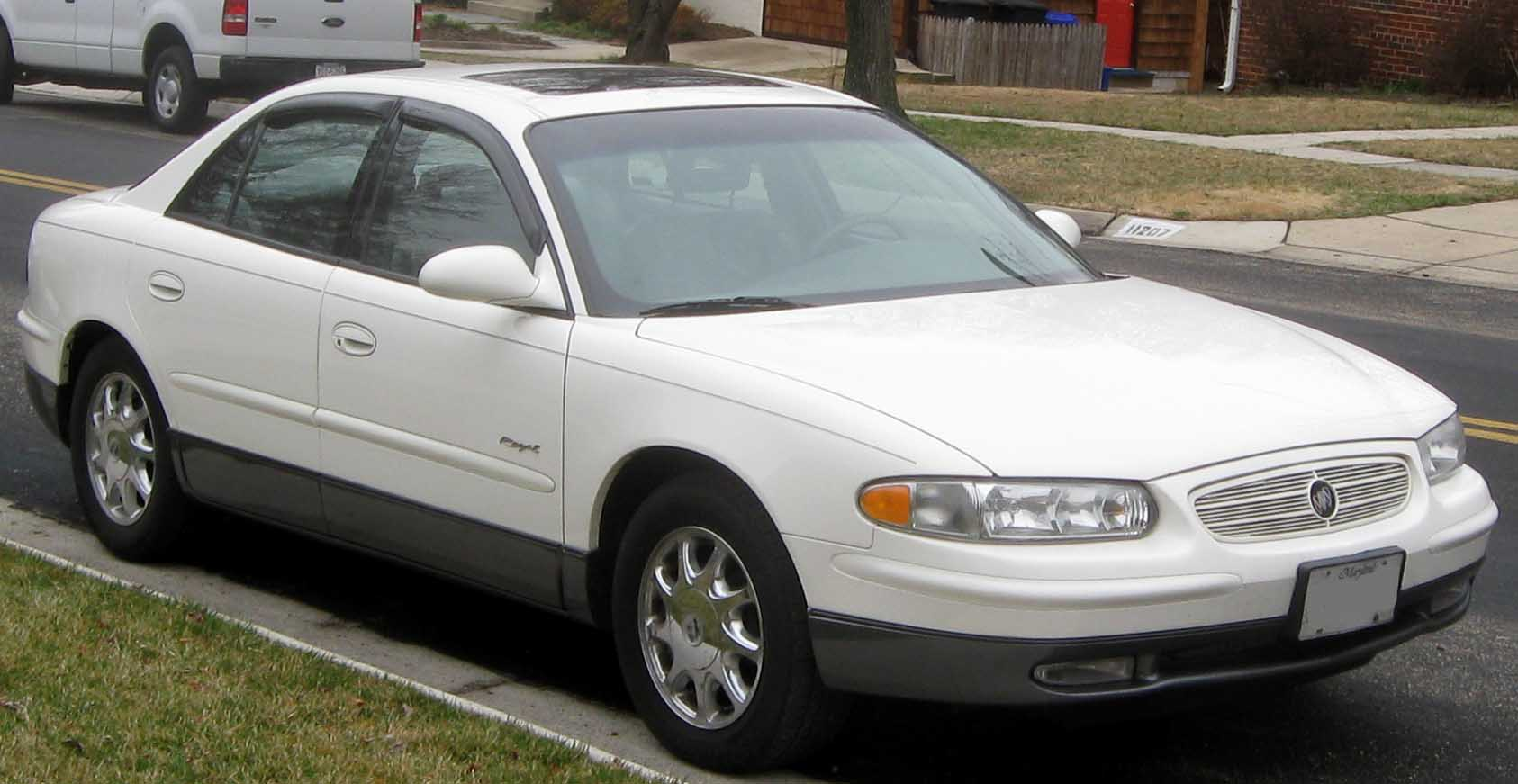
Versión GSE de la cuarta generación

En 1997, el Century y el Regal se convirtieron nuevamente en las versiones del mismo coche, solo se ofrece como un sedán de cuatro puertas, y se asentó en una revisión de la plataforma W que fue compartida con el Oldsmobile Intrigue, el Pontiac Grand Prix, el Chevrolet Lumina y Chevrolet Monte Carlo. Las diferencias entre el Regal y Century fueron principalmente cosméticas. En la versión de lujo, el Regal ofrece motores más grandes y más elegantes acabados, y una vez más, contaba con una nueva versión del V6 3.8 litros. El Regal fue equipado con muchas comodidades, como asientos de cuero con calefacción (opcional en el Century), un equipo de audio de 8 altavoces con sistema de sonido envolvente, control de clima dual, y el espacio interior amplio. Fue sustituido por el Buick LaCrosse en el año 2004.

## Quinta generación (2009-2018)

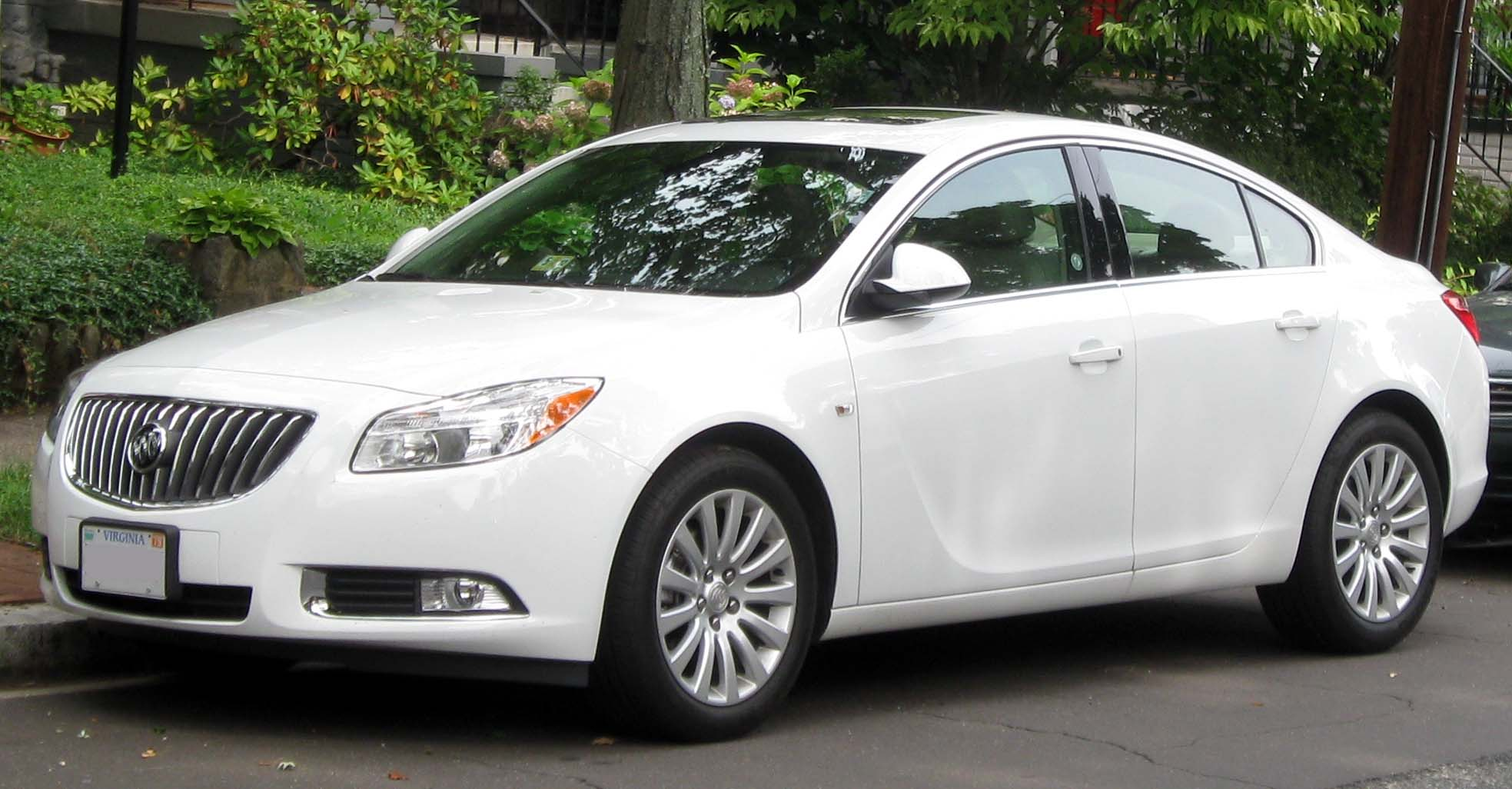
A partir de la quinta generación comparte plataforma con el Opel Insignia.

La quinta generación del Buick Regal regresó tras cinco años de ausencia. Es un vehículo de cuatro puertas para cinco pasajeros, un sedán de tamaño mediano diseñado con motor delantero y tracción delantera. Desde que salió a la venta, más del 41 % de los compradores del Regal son procedentes de terceros de General Motors, y más del 60 % de los compradores del CXL Turbo son menores de 55 años.

## Sexta generación (2018-presente)
El nuevo Buick Regal fue presentado el 4 de abril de 2017, en Warren, Míchigan. Basado en el Opel Insignia al igual que la anterior generación (aunque Opel y Vauxhall Motors se hubiesen separado de General Motors siguen fabricando para Buick). Tres meses más tarde concretamente el 21 de julio, se inició su producción en China.
Esta generación está disponible en carrocería sedán, fastback y station wagon. Y una versión deportiva conocida como Regal GS, entre la cual cabe destacar un motor V6 LGX de 3.6 litros que desarrolla 310 HP (231 kilovatios) de potencia, esto significó la vuelta del V6 a la gama media de la firma después de 13 años.